# (308193) 2005 CB79
2005 سي بي 79 (ويعرف أيضًا باسم (308193) 2005 سي بي 79 وفق تسمية الكوكب الصغير) (بالإنجليزية: 2005 CB79) هو كويكب ضمن حزام الكويكبات؛ وترتيبه 308193 من حيث الاكتشاف.
اكتُشف هذا الجُرم الفلكي بواسطة مايكل براون في 6 فبراير 2005.

## وصلات خارجية
- (308193) 2005 CB79 في قاعدة بيانات مختبر الدفع النفاث لأجرام النظام الشمسي الصغيرة

- الاكتشاف · مخطط المدار ·  العناصر المدارية · المعلمات المادية

- (308193) 2005 CB79 على موقع ويكي سكاي: DSS2, SDSS, GALEX, IRAS, Hydrogen α, X-Ray, Astrophoto, Sky Map, Articles and images